# Osrblie
Osrblie (deutsch Zährenbach, ungarisch Cserpatak – bis 1882 Oszrblja) ist eine Gemeinde in der Slowakei. Sie gehört zum Okres Brezno und ist damit Teil des Landschaftsverbands Banskobystrický kraj.
Der Ort wurde 1622 zum ersten Mal schriftlich erwähnt, ist Teil des Slowakischen Erzgebirges und liegt auf einer Höhe von etwa 600 Metern über dem Meeresspiegel.
Bekannt geworden ist Osrblie vor allem als Wintersportzentrum. Seit Mitte der 1990er Jahre finden in der Biathlon-Arena regelmäßig Weltcup-, IBU-Cup- und IBU-Sommercup-Rennen statt. Darüber hinaus war die kleine Gemeinde Austragungsort folgender Biathlon-Großveranstaltungen:
- Biathlon-Weltmeisterschaften: 1997
- Biathlon-Juniorenweltmeisterschaften: 1994, 2017, 2019
- Biathlon-Europameisterschaften: 2012, 2024
- Sommerbiathlon-Weltmeisterschaften: 1998, 2004, 2023
- Sommerbiathlon-Europameisterschaften: 2010, 2012
- Winter-Universiade 2015

## Bevölkerung
| Jahr                | 1994 | 2004    | 2014    | 2024    |
| ------------------- | ---- | ------- | ------- | ------- |
| Anzahl der Personen | 379  | 384     | 379     | 343     |
| Unterschied         |      | +1,31 % | −1,30 % | −9,49 % |

| Jahr                | 2023 | 2024 |
| ------------------- | ---- | ---- |
| Anzahl der Personen | 350  | 343  |
| Unterschied         |      | −2 % |